# Obalna gasilska zveza Koper
Obalna gasilska zveza Koper (OGZ Koper) združuje v celoti 10 prostovoljnih gasilskih društev (5 društev II. kategorije in 5 društev I. kategorije) ter eno industrijsko PiGD Luka Koper, katere delujejo na območju občine Koper.

## Seznam prostovoljnih gasilskih društev v OGZ Koper
- PGD Babiči II. kategorije
- PGD Dekani II. kategorije
- PGD Dol I. kategorije
- PGD Osp I. kategorije
- PGD Gradin I. kategorije
- PGD Hrvatini II. kategorije
- PGD Krkavče II. kategorije
- PGD Movraž I. kategorije
- PGD Pobegi - Čežarji II. kategorije
- PGD Rakitovec I. kategorije
- PIGD Luka Koper